# کفچه‌نوک رخ‌سیاه
کفچه‌نوک رخ‌سیاه با نام علمی Platalea minor پرنده‌ای آبچر از راستهٔ پلیکان‌سانان، تیرهٔ اکراسان و سردهٔ کفچه‌نوکان است که محدودترین پراکندگی را در مقایسه با دیگر کفچه‌نوک‌ها داشته و در عین‌حال تنها گونه از این پرنده است که در حال حاضر جزو گونه‌های در خطر انقراض محسوب می‌شود. این پرنده که زمانی یکی از گونه‌های متدوال در زیستگاه خود بوده امروزه تنها در نواحی ساحلی شرق آسیا در چند جزیرهٔ صخره‌ای واقع در غرب کره شمالی و سه ناحیهٔ زمستان‌گذرانی در هنگ کنگ، تایوان و ویتنام و مناطقی در مسیر مهاجرت آن مشاهده می‌شود.

## جمعیت
جمعیت جهانی کفچه‌نوک رخ‌سیاه که بر اساس جمعیت زمستانی این پرنده در تجمع‌گاه‌های شناخته شدهٔ آن در فاصلهٔ سال‌های ۱۹۸۸ تا ۱۹۹۰ محاسبه گردید در حدود ۲۸۸ عدد تخمین زده شده بود. اما با تلاش‌هایی که برای محافظت از نسل این پرنده صورت گرفت جمعیت جهانی آن از سال ۲۰۰۶ به این طرف رو به افزایش گذاشته و در آمارگیری‌های انجام شده جمعیت کل این پرنده در سال ۲۰۰۶ در حدود ۱۶۷۹، در ۲۰۰۸ در حدود ۲۰۶۵ و در ۲۰۱۰ در حدود ۲۳۴۶ قطعه پرنده تخمین زده شده‌است. طبق آمارگیری‌های انجام شده جمعیت این پرنده در کرهٔ شمالی از ۳۰ پرنده تجاوز نمی‌کند بنابراین می‌توان چنین نتیجه گرفت که کولونی دیگری از کفچه‌نوک‌های رخ‌سیاه در جایی احتمالاً در شمال شرق چین، به‌طور مثال در جزایر لیائونینگ در نزدیکی کره وجود دارد که هنوز کشف نشده‌است.

## تهدید
به گمان بسیاری تخریب زیستگاه‌های این پرنده به‌منظور بهره‌برداری‌های کشاورزی و صنعتی یکی از مهم‌ترین عواملی است که زندگی کفچه‌نوک رخ‌سیاه را تهدید می‌کند. همچنین وقوع جنگ کره در فاصلهٔ ۱۹۵۰ تا ۱۹۵۳ نیز ممکن است خود یکی از عوامل منفی تأثیرگذار بر جمعیت این پرنده باشد زیرا این پرندگان در آن زمان از لانه‌سازی و جفت‌گیری در کره جنوبی اجتناب کرده بودند. در ژاپن نیز که این پرنده زمانی در فصل مهاجرت زمستانی به‌وفور یافت می‌شد اینک تعداد آنان چنان کاهش پیدا کرده که در سال‌های اخیر شاید تعداد کفچه‌نوک‌های صورت‌سیاه زمستان‌گذران در ژاپن به ۵ عدد هم نرسد.

## برنامه‌های حفاظتی
کفچه‌نوک رخ‌سیاه در هنگ کنگ در فهرست گونه‌های حفاظت‌شده قرار دارد و یک چهارم جمعیت جهانی این پرنده را می‌توان در فصل مهاجرت در باتلاق‌های مای پوی این منطقه مشاهده نمود. در حال حاضر در کرهٔ شمالی نیز از جمعیت این پرنده به‌خوبی مراقبت شده و جزایر زیستگاه آن را منطقهٔ محافظت‌شده با رفت‌وآمد محدود اعلام کرده‌اند. با این حال هنوز عوامل تهدیدکنندهٔ دیگری به ویژه در مناطق زمستان‌گذرانی این گونه از کفچه‌نوک‌ها وجود دارد. زمین‌های تجمع‌گاه‌های زمستانی این پرنده در تایوان به‌شدت برای ساخت و سازهای صنعتی خواهان دارد و در ویتنام نیز این قبیل مناطق علی‌رغم آنکه بر اساس کنوانسیون رامسر جزء مناطق حفاظت‌شده به‌شمار می‌روند اما به مزارع پرورش میگو بدل شده‌اند.
در هنگ کنگ نیز حضور ماهی‌گیران و جمع‌کنندگان صدف عامل مزاحمی برای کفچه‌نوک‌های صورت‌سیاه بوده تا نتوانند به جمع‌آوری غذا در زمانی پایین بودن مد بپردازند. همچنین افزایش مستمر جمعیت کشورهای خاور دور خود می‌تواند در آینده به مشکلی اساسی برای بقای این پرنده تبدیل شود.
کفچه‌نوک رخ‌سیاه در کرهٔ جنوبی به‌عنوان نماد طبیعی شمارهٔ ۲۰۵ آن کشور شناخته می‌شود.